# Hymedesmia australiensis
Hymedesmia australiensis är en svampdjursart som först beskrevs av Jörn Hentschel 1911.  Hymedesmia australiensis ingår i släktet Hymedesmia och familjen Hymedesmiidae. Inga underarter finns listade i Catalogue of Life.